# Меморій (мученик)
Меморій (лат. Memorius; страчений в 451) — диякон, священномученик з Труа. День пам'яті — 7 вересня.
Святий Меморій з товаришами був умучен Аттілою та іншими гунами. Святий Меморій був дияконом в Труа (сучасна Франція). Святий Луп, єпископ Труа, послав його з чотирма товаришами до Аттіли з проханням пощадити місто. Аттіла обезголовив святого Меморія з товаришами. Хоча висловлюються сумніви щодо їх житія, мощі святих шановані.